# Ryan Whitney Newman
Ryan Whitney Newman (Manhattan Beach, Califórnia, 24 de abril de 1998) é uma atriz norte-americana, mais conhecida por interpretar Ginger Falcone na série de televisão Zeke and Luther.

## Biografia e carreira
Ryan Newman nasceu em Manhattan Beach, California, e aos três anos entrou na indústria do entretenimento onde começou a fazer testes de comerciais para televisão. Em uma idade precoce, Ryan apareceu em um comercial de queijo Kraft que foi ao ar internacionalmente por mais de dois anos.
Em 2007, Newman foi indicada ao Young Artist Award por seu papel no filme Zoom, a pequena Cindy Collins, uma garotinha que é super forte. No início de  2009, Newman conseguiu o elenco principal no Disney XD em Zeke e Luther, onde retrata Ginger Falcone, a irmã mais nova de Zeke Falcone, um papel pelo qual ela ganhou o Young Artist Award em 2010, no mesmo ano em que estava em um episódio de Good Luck Charlie ("Kit And Kaboodle"), onde desempenhou o papel de Kit, uma garota por quem "Gabe" se apaixona.
De 2012 a 2015, Newman estrelou como Emily Hobbs na comédia familiar da Nickelodeon See Dad Run. Em 2015, ela gravou o terceiro filme da série Sharknado, como Claudia Sheperd. Desde 2015 ela estrela no papel recorrente de Allison na comédia da Nickelodeon The Thundermans.
Ryan começou sua carreira de atriz em 2006 e estreou como cantora em 2010 cantando no clipe 'Happy Universal Hollidays', com Adam Hicks, sendo gravado para comemorar as festas de fim de ano de 2010 da Disney XD. Além desse ela já apareceu em um outro clipe de Zeke e Luther chamado 'In The Summertime', que foi para celebrar o verão. Esse clipe contou com a participação especial de diversas estrelas de séries da Disney XD, como Logan Miller e Caitlyn Taylor Love de Uma Banda Lá em Casa, Os Gêmeos Sprouse de Zack & Cody, David Lambert de Aaron Stone e Mitchel Musso e Doc Shaw de Par de Reis além do elenco principal de Zeke e Luther.

## Filmografia

### Filmes
| Ano  | Titulo         | Papel         | Notas          |
| ---- | -------------- | ------------- | -------------- |
| 2006 | Monster House  | Eliza         | Dublagem       |
| 2006 | Zoom           | Cindy Collins |                |
| 2008 | Lower Learning | Carlotta      |                |
| 2012 | O Chamado      | Becky         | Curta-metragem |

### Televisão
| Ano       | Titulo                   | Papel                   | Notas                       |
| --------- | ------------------------ | ----------------------- | --------------------------- |
| 2007      | Hannah Montana           | Jovem Miley Stewart     | 2 Episódios                 |
| 2009-2012 | Zeke and Luther          | Ginger Thatcher Falcone | Elenco recorrente           |
| 2010      | Boa Sorte Charlie        | Kit                     | 1 Episódio                  |
| 2012-2015 | See Dad Run              | Emilly                  | Papel principal             |
| 2013      | Big Time Rush            | Ela mesma               | Episódio: "Big Time Dreams" |
| 2015      | Sharknado 3: Oh Hell No! | Claudia Sheperd         |                             |
| 2015-2017 | The Thundermans          | Allison                 | Papel recorrente            |
| 2016      | Alexander IRL            | Lo                      |                             |

## Discografias
Clipes Musicais
| Ano  | Música                  | Artista    | Nota                          |
| ---- | ----------------------- | ---------- | ----------------------------- |
| 2010 | Happy Universal Holiday | Adam Hicks | Dueto especial para televisão |
| 2011 | If Earth Could Speak    |            |                               |

Músicas
| Ano  | Música          |
| ---- | --------------- |
| 2010 | If You Wanna Go |
| 2011 | Crush On You    |

## Prêmios e indicações
| Ano  | Prêmio             | Categoria                                                             | Trabalho / Papel                    | Resultado |
| ---- | ------------------ | --------------------------------------------------------------------- | ----------------------------------- | --------- |
| 2007 | Young Artist Award | Melhor Performance em um Longa-Metragem - dez anos ou menos           | Zoom,Cindy Collins                  | Nomeada   |
| 2008 | Young Artist Award | Melhor Desempenho em uma série de TV - Atriz jovem Recorrente         | Hannah Montana, Miley Stewart jovem | Nomeada   |
| 2011 | Young Artist Award | Melhor Desempenho em uma série de TV (Comédia ou Drama) - Atriz Jovem | Zeke and Luther,Ginger Falcone      | Vencedora |